# Pináculo (geología)

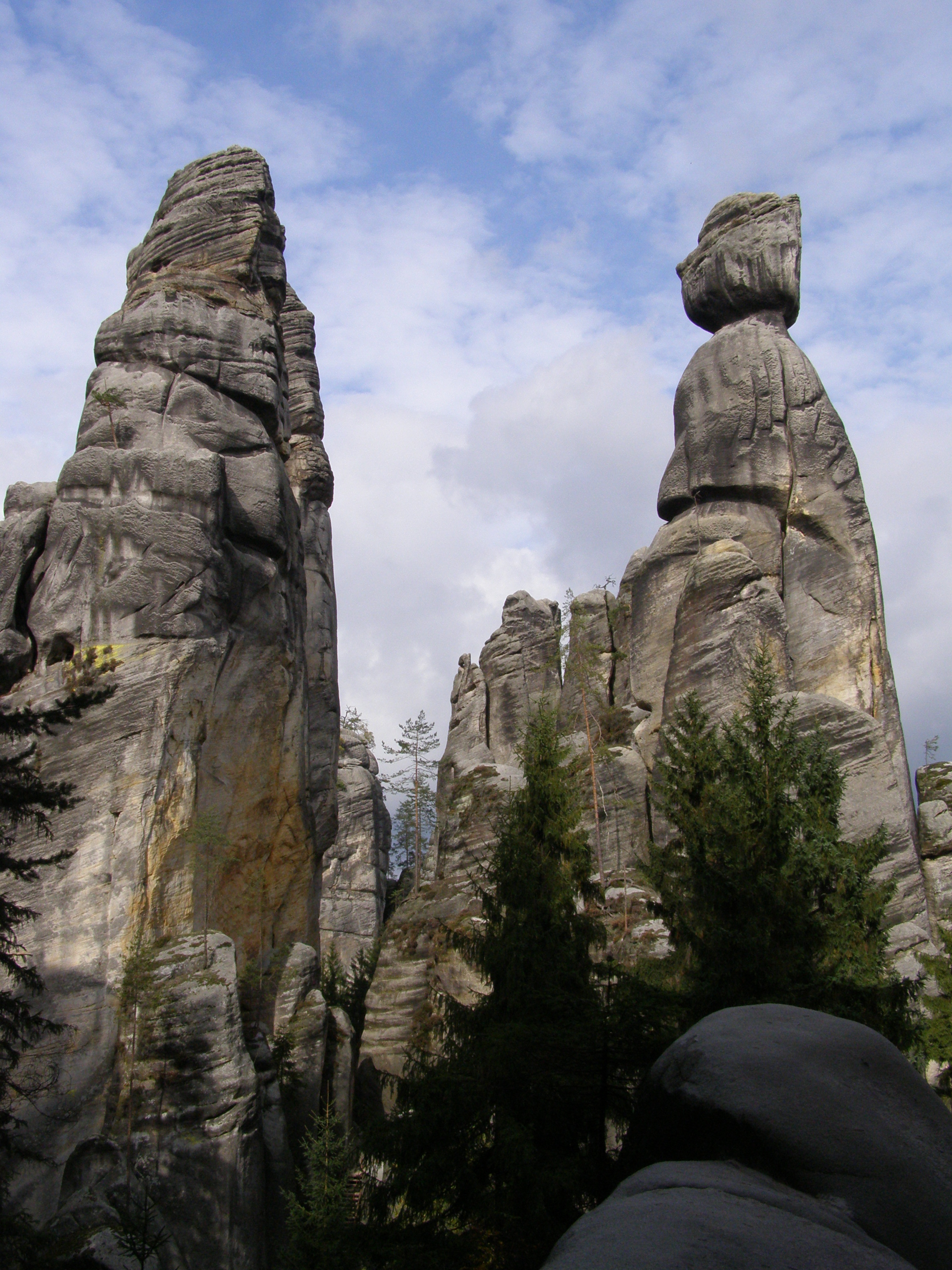
Torres de roca en las rocas Adrspašské

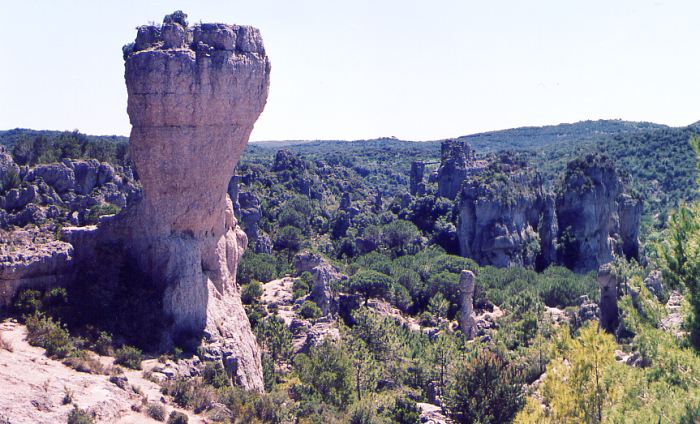
Le Sphynx (La Esfinge), pináculo dolomítico del circo de Mourèze (Hérault).

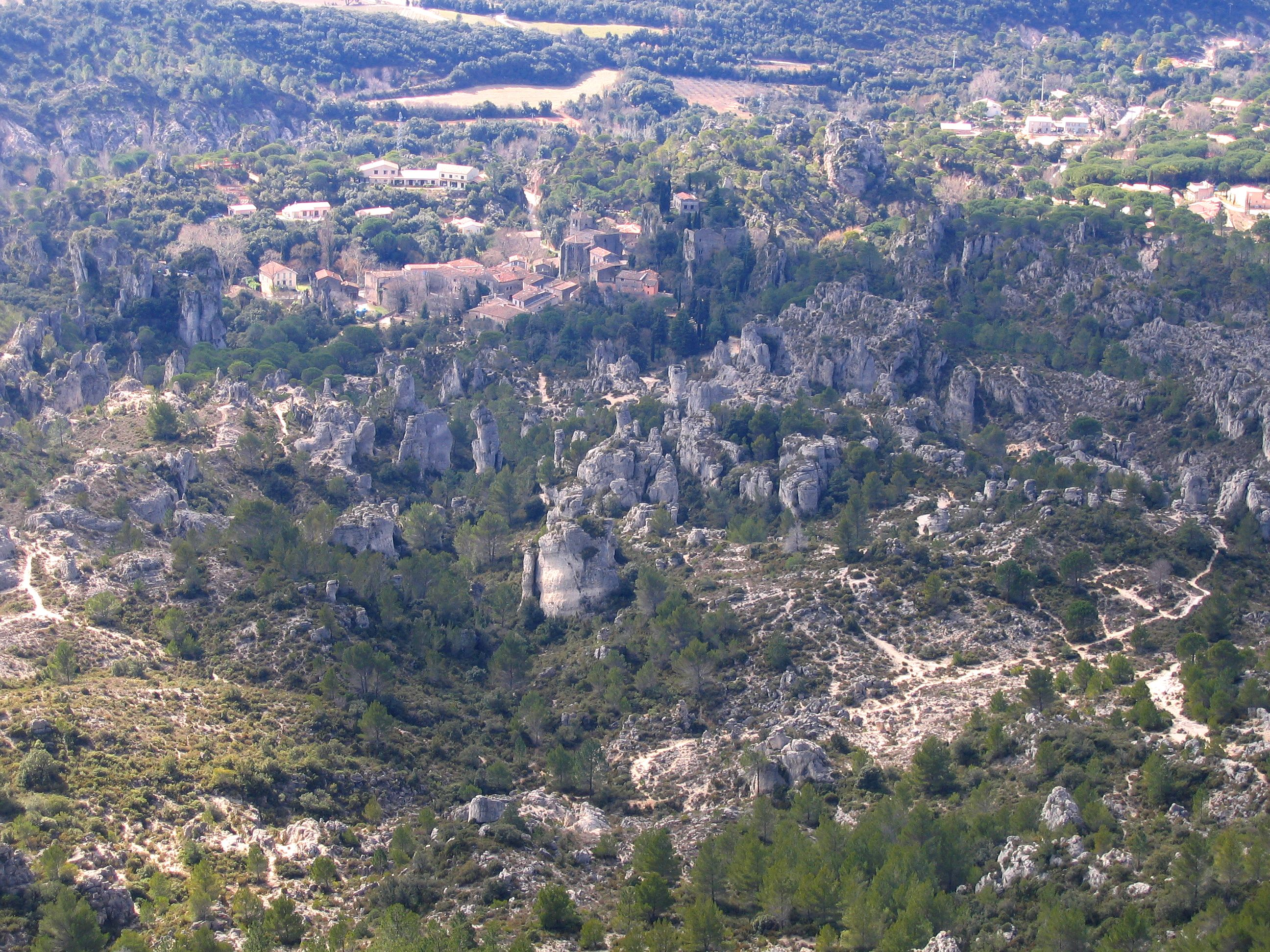
El campo de pináculos visto desde el fondo del circo de Mourèze.

Un pináculo, torre, espira, aguja o torre natural (en alemán: Felsnadel, Felsturm o Felszinne), en geología y geomorfología, es una columna individual de roca, aislada de otras rocas o grupos de rocas, con forma de eje vertical o aguja, que domina una meseta, una pendiente o emerge del mar. Es una forma geomorfológica natural y una forma de denudación estructural del relieve. Se trata de una columna o prisma aislado, alto y a menudo también esbelto, que en su forma recuerda a una torre. Un tipo específico de geología es la aguja de roca.
Los pináculos presentan relieves que sorprenden por su disposición y sus formas (típicamente setas rocosas) que han fertilizado la imaginación popular, de ahí sus microtopónimos y su asociación con leyendas locales.

## Formación de los pináculos

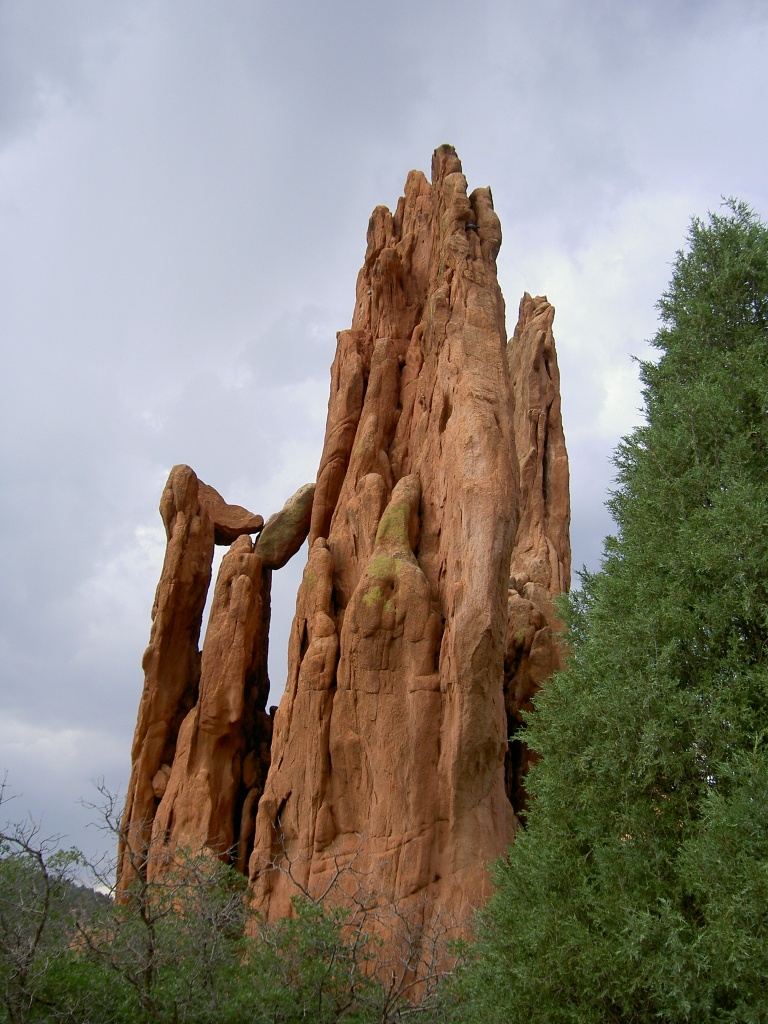
Torre de Babel en el Jardín de los Dioses (Colorado Springs, USA)

Los pináculos se forman como resultado de la erosión mecánica, es decir, del desmoronamiento y la destrucción gradual de una meseta plana o de una cresta rocosa. Su forma es el resultado de la meteorización mecánica y la naturaleza de la roca, o de la subsidiencia de la pendiente. En la costa del mar, los pináculos se crean por abrasión y aislamiento de las partes más resistentes de la costa desgastada y erosionada (acantilado).
La formación de pináculos tiene diversos orígenes dependiendo de los yacimientos y de los minerales que los componen: granito, arenisca, caliza, toba, etc.

## Distribución
Los pináculos se encuentran en varias partes del mundo. Se encuentran en los bordes de las altas montañas y en mesetas tabulares, como los buttes de las regiones áridas, o en costas rocosas muy perturbadas. Sin embargo, se encuentran con mayor frecuencia en la zona de pueblos de roca arenisca . En el Alto Aragón los pináculos de conglomerado reciben la denominación de "mallos".
Son ejemplos de pináculos:
- los acantilados de arcilla de Omarama de Otago en la Isla Sur en Nueva Zelanda
- las chimeneas de hadas de toba del  parque nacional de Göreme en Capadocia (Turquía) ;
- la Barbarine, de casi 43 metros de altura, en el lado sur de la colina Pfaffenstein  cerca de Königstein, en Alemania;
- las torres Vajolet en los Dolomitas en Italia,, que son ricos en este tipo de torres;
- el Cerro Torre en Patagonia (Argentina/Chile);
- el monumento a la Independencia, en Colorado (USA) ;
- el circo de Mourèze en Hérault en Francia con numerosos pináculos calcáreos;
- los pináculos de Famourou y el pináculo de arenisca en el Champsaur en Saint-Michel-de-Chaillol (Altos Alpes);
- las Aiguilles de Bavella y las rocas de pórfido de los Calanques de Piana en Córcega;
- las agujas de Chamonix y las cumbres de la Aiguille du Midi, en el macizo del Mont Blanc en Alta Saboya.
- las Bischofsmütze;
- un área de formaciones de piedra caliza dentro del Parque Nacional Nambung, cerca de la localidad de Cervantes, Australia Occidental, se conoce como The Pinnacles (Los Pináculos).

El término «pináculo», en español y en otros idiomas (Pinnacle, Pinacle) se encuentra en muchos topónimos.

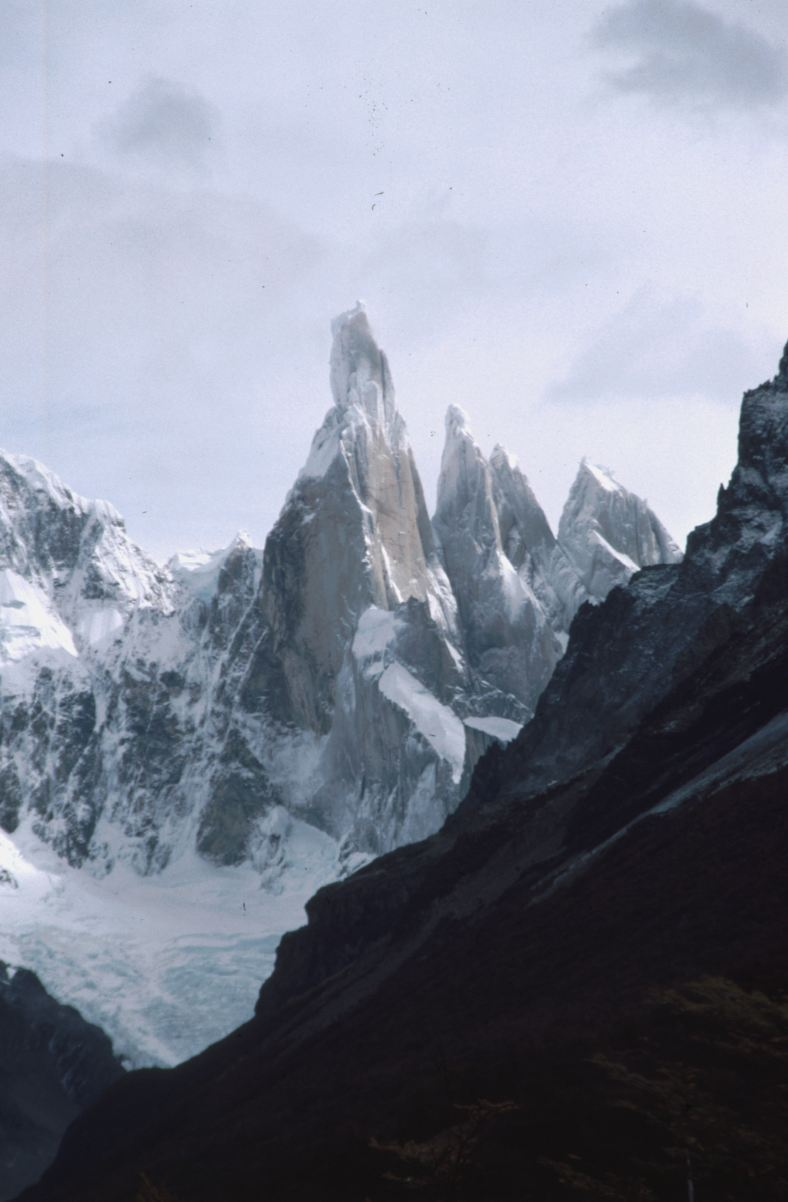
Cerro Torre (3133 m (flanco sur ~2150 m), Patagonia, Argentina/Chile
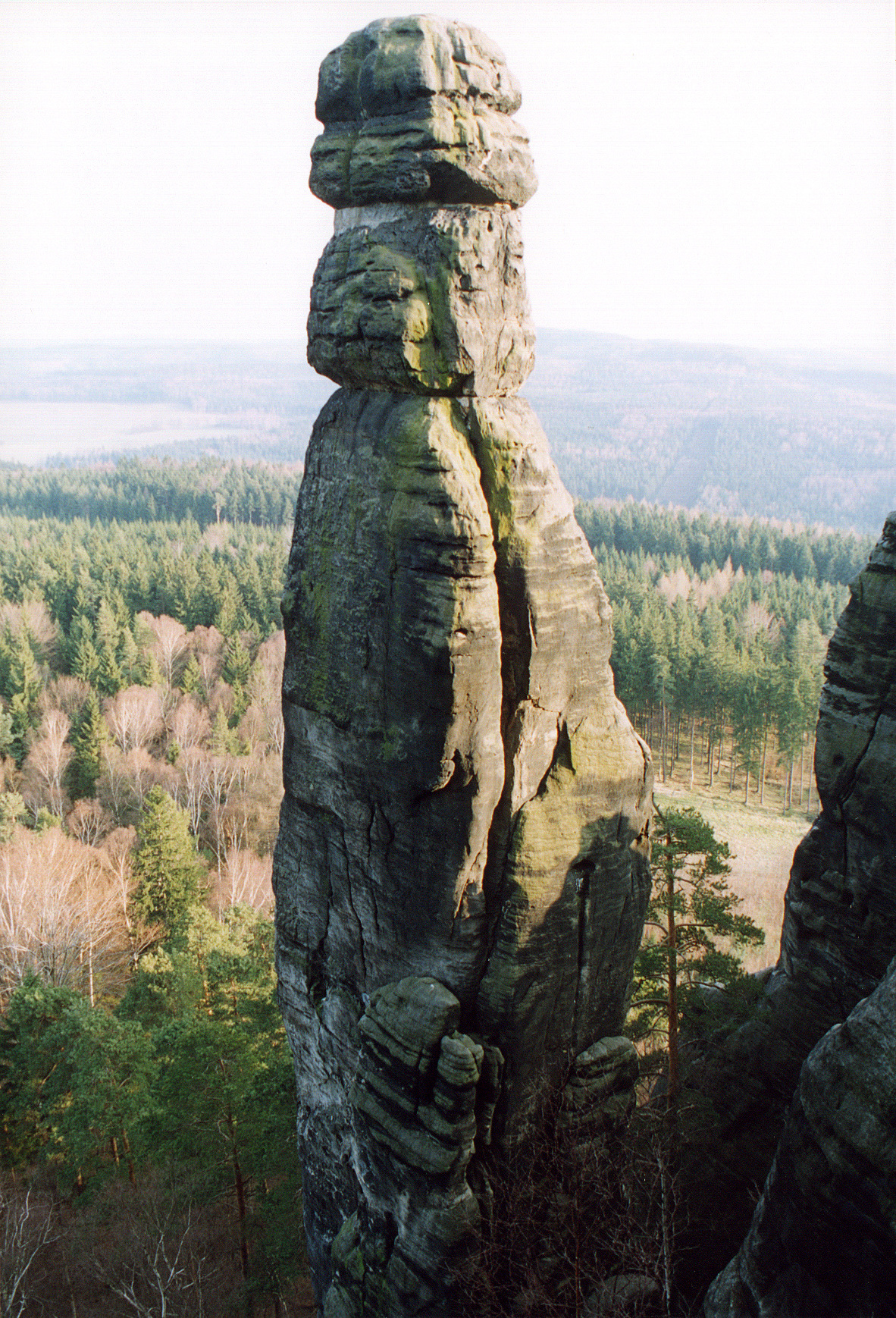
La Barbarine (43 m de altura), Suiza sajona, Alemania
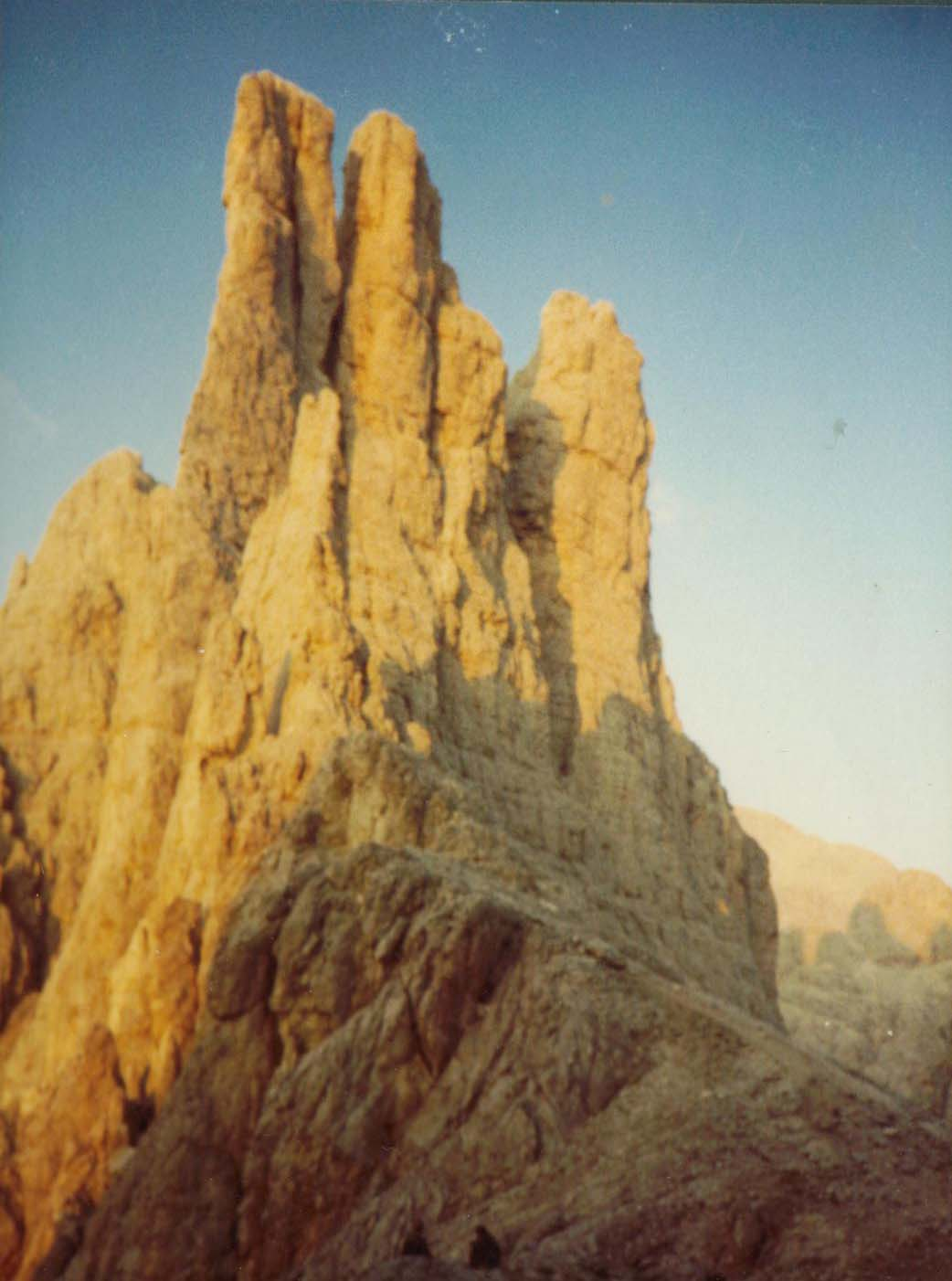
Las Torres Vajolet  2.790 m (torre principal de 120 m de altura), Tirol del Sur, Italia
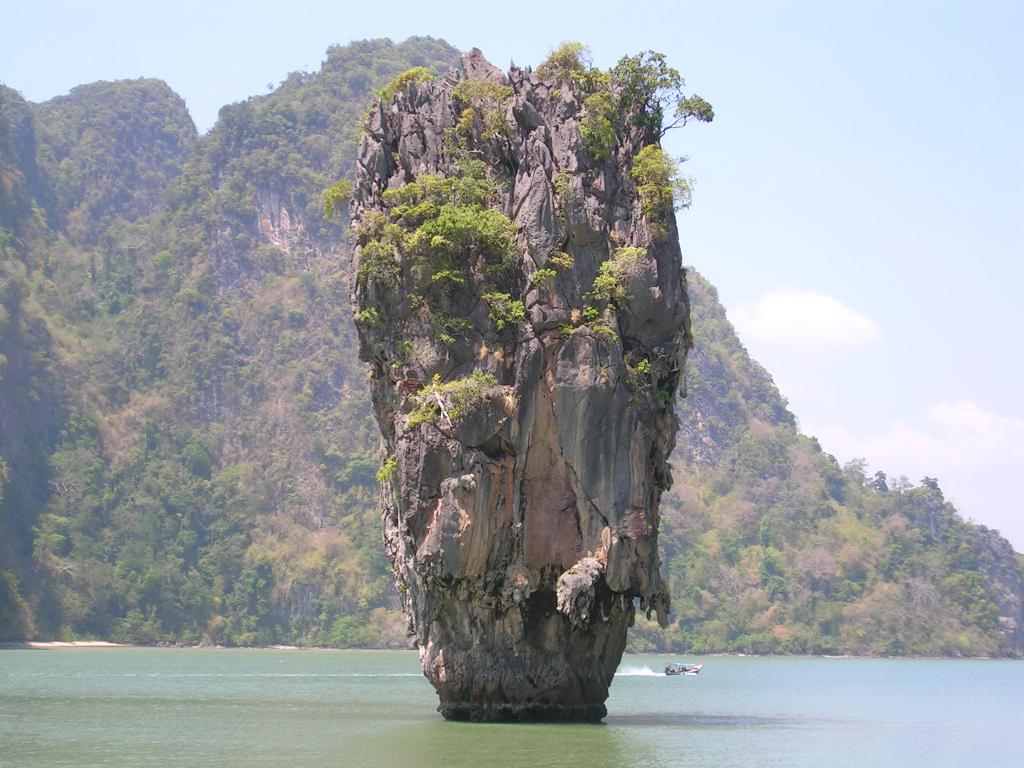
Khao Ta Pu (conocida como la isla de James Bond) de Khao Phing Kan, Tailandia
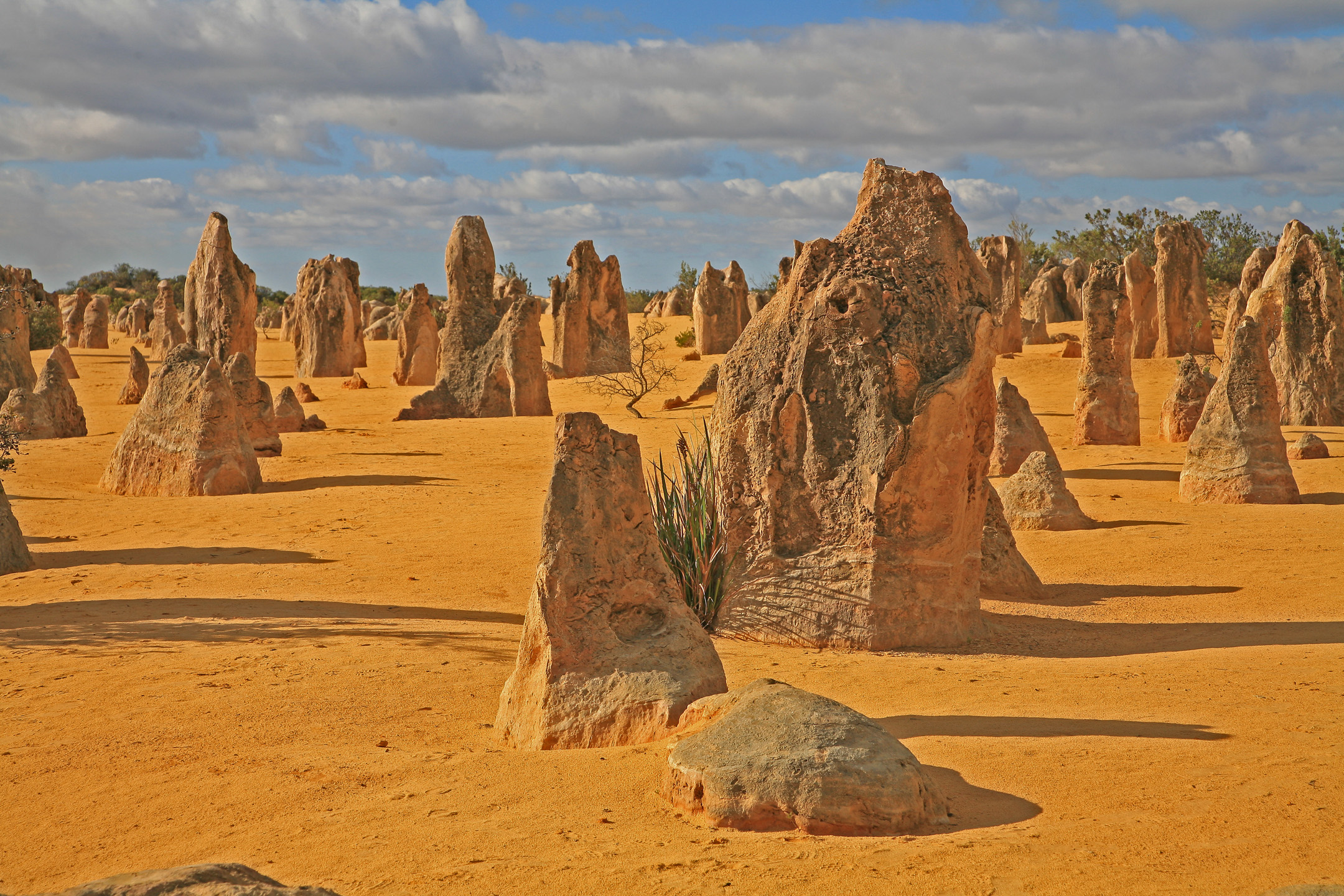
The Pinnacles, Parque nacional Nambung, Australia Occidental
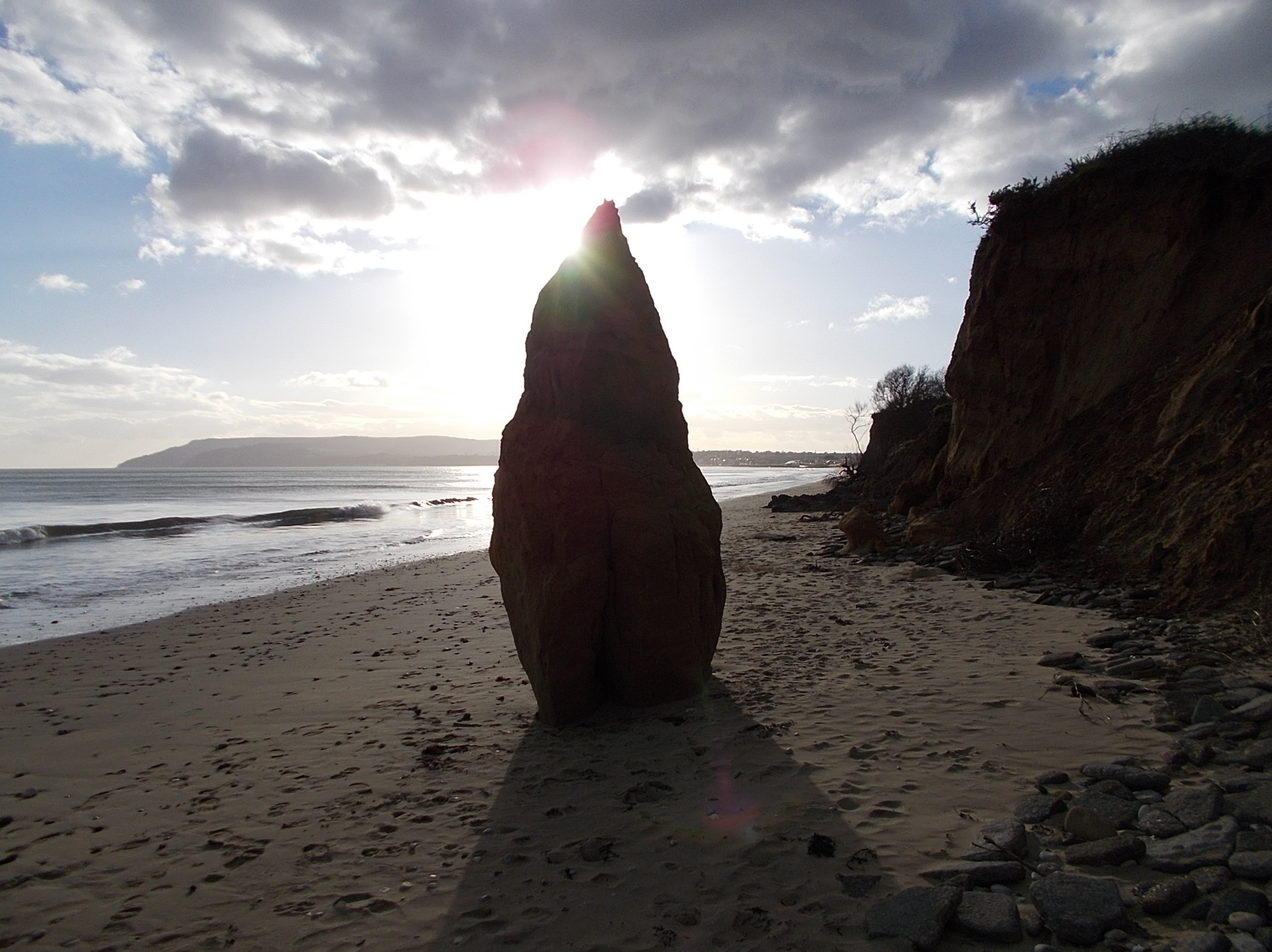
Pequeño pináculo de roca arenisca en Yaverland, Isla de Wight, Reino Unido, formado como resultado de la erosión de los acantilados
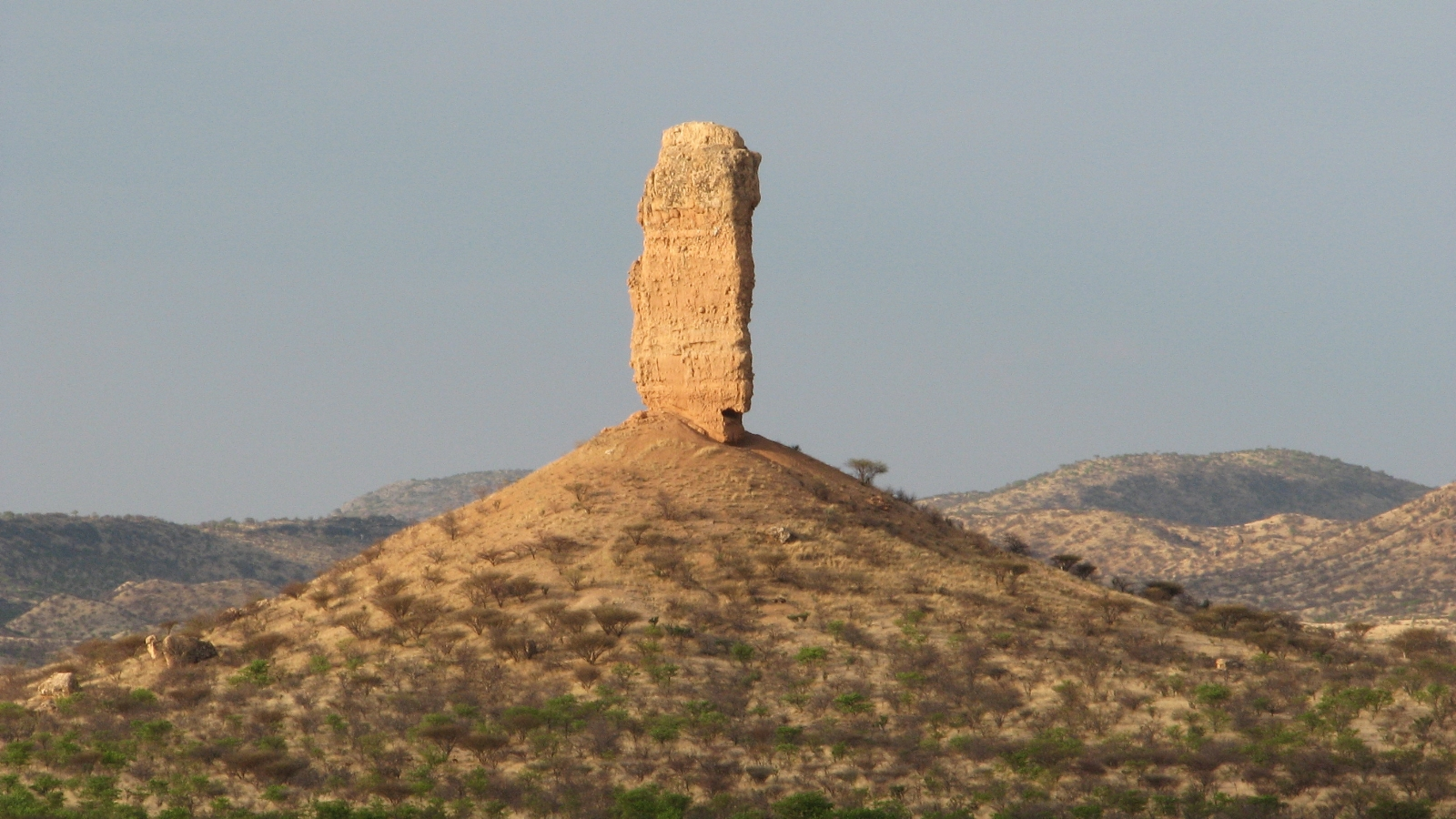
Vingerklip (35 m), Namibia
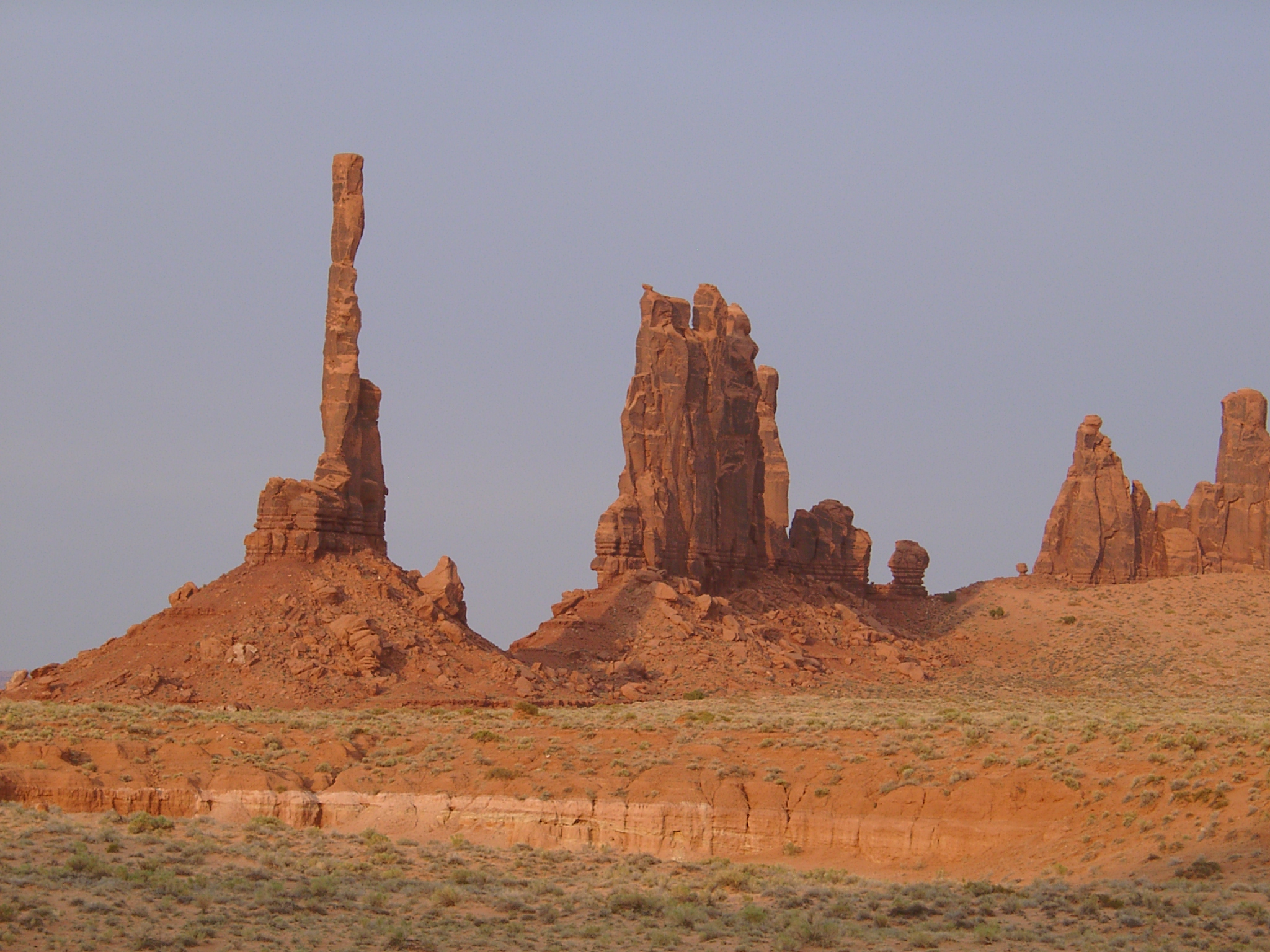
Totem Pole (137 m) en Monument Valley, Estados Unidos
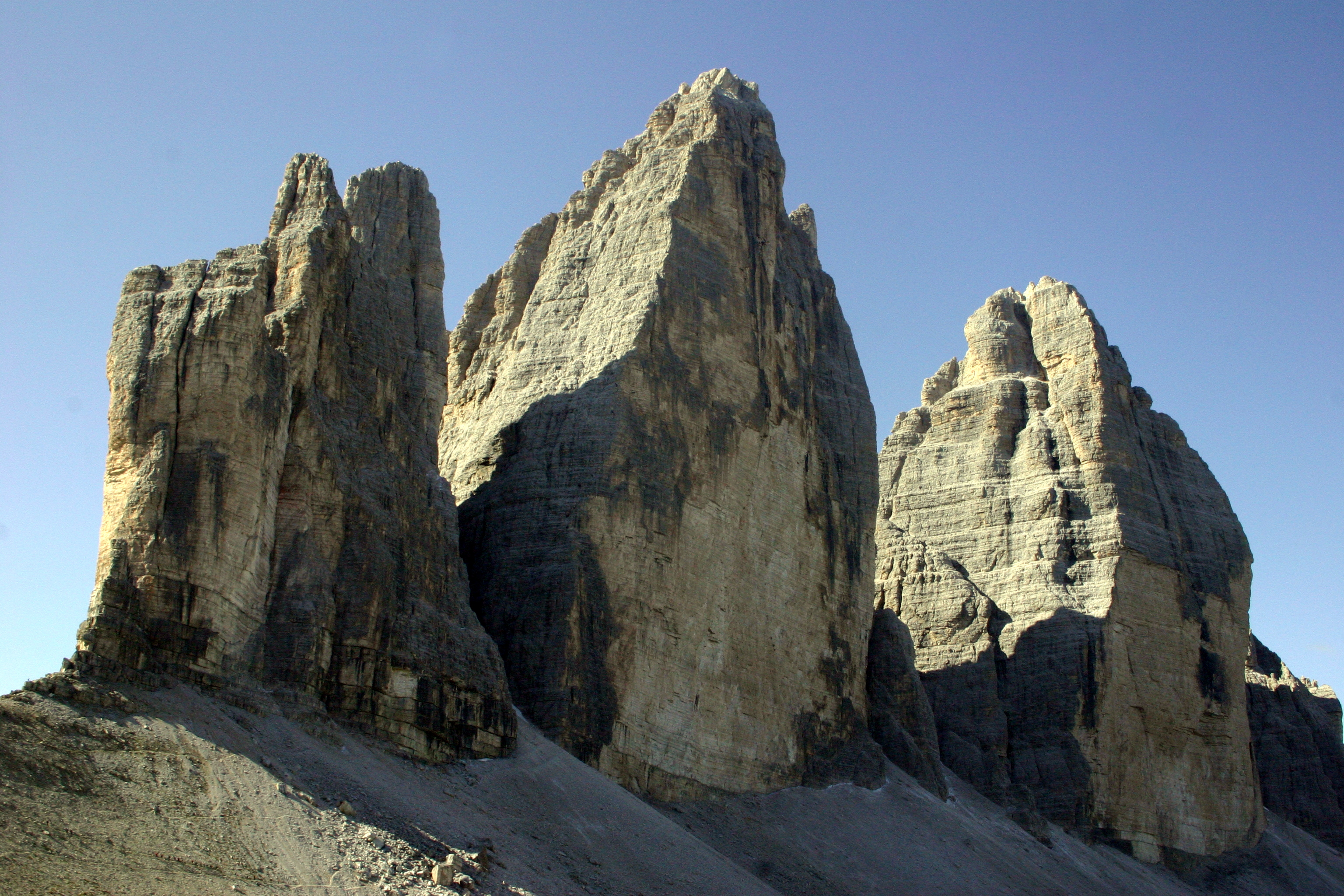
Las Tres Cimas de Lavaredo en los Dolomitas en Italia
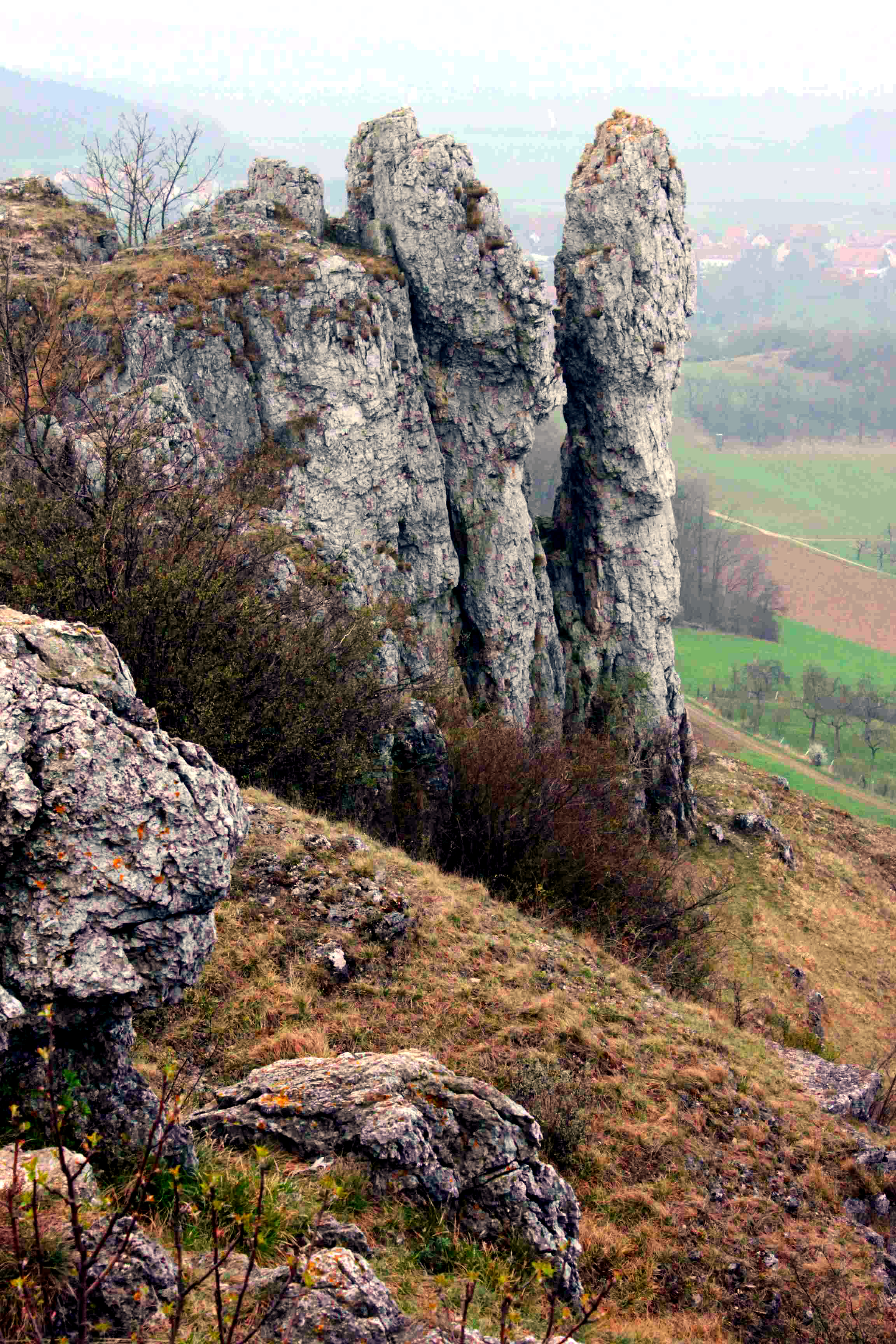
Wiesenthauer Nadel an der Ehrenbürg